# Theodorus Rijcke
Theodorus Rijcke, spesso latinizzato in Theodorus Ryckius (Arnhem, 12 febbraio 1640 – Leida, 7 gennaio 1690), è stato un filologo olandese.
Docente all'università di Leida dal 1672, nel 1684 pubblicò il lessico geografico di Stefano di Bisanzio con le note di Luca Olstenio e un'aggiunta personale in cui sosteneva la storicità di Enea e del suo sbarco in Lazio.